# William Oliver Baker
William Oliver Baker (Chestertown, 15 de julho de 1915 — Chatham, 31 de outubro de 2005) foi um químico estadunidense.
Foi presidente do Bell Labs, conselheiro científico de cinco presidentes dos Estados Unidos.

## Condecorações
- Medalha Perkin (1963)
- Prêmio Willard Gibbs (1978)
- Prêmio Von Hippel (1978)
- Prêmio Vannevar Bush (1981)
- Medalha Nacional de Ciências (1988)
- Sociedade Marconi (2003)